# Campeonato Brasileiro Série A 2010
Die Campeonato Brasileiro Série A 2010 war die 54. Spielzeit der brasilianischen Série A im Fußball.

## Saisonverlauf
Die Série A startete am 8. Mai 2010 in ihre neue Saison und endete am 4. Dezember 2010. Aufgrund der umfangreichen Baumaßnahmen zur Vorbereitung auf die Fußball-Weltmeisterschaft 2014 mussten mehrere Vereine ihre Spielstätten verlegen.
Nach der Saison wurden wie jedes Jahr Auszeichnungen an die besten Spieler des Jahres vergeben. Beim Prêmio Craque do Brasileirão wurde Darío Conca vom Meister Fluminense als bester Spieler der Saison ausgezeichnet. Favorit der Fans wurde ebenfalls Darío Conca. Auch den „Goldenen Ball“, vergeben von der Sportzeitschrift Placar, gewann Darío Conca. Jonas von Grêmio FBPA wurde mit 23 Treffern Torschützenkönig.
Grêmio Barueri wurden am Ende der Saison drei Punkte abgezogen. Der Verein hatte in einem Spiel einen gesperrten Spieler eingesetzt. Der Abzug hatte keinen Einfluss auf die Tabellenposition, da Barueri ohnehin Tabellenletzter war.

## Tabelle
| Pl. | Verein                  | Sp. | S  | U  | N  | Tore    | Diff. | Punkte |
| --- | ----------------------- | --- | -- | -- | -- | ------- | ----- | ------ |
| 1.  | Fluminense FC           | 38  | 20 | 11 | 7  | 062:360 | +26   | 71     |
| 2.  | Cruzeiro EC             | 38  | 20 | 9  | 9  | 053:380 | +15   | 69     |
| 3.  | SC Corinthians          | 39  | 19 | 11 | 9  | 065:410 | +24   | 68     |
| 4.  | Grêmio FBPA             | 38  | 17 | 12 | 9  | 068:430 | +25   | 63     |
| 5.  | Athletico Paranaense    | 38  | 17 | 9  | 12 | 043:450 | −2    | 60     |
| 6.  | Botafogo FR             | 38  | 14 | 17 | 7  | 054:420 | +12   | 59     |
| 7.  | SC Internacional        | 38  | 16 | 10 | 12 | 048:410 | +7    | 58     |
| 8.  | FC Santos 1             | 38  | 15 | 11 | 12 | 063:500 | +13   | 56     |
| 9.  | FC São Paulo            | 38  | 15 | 10 | 13 | 054:540 | ±0    | 55     |
| 10. | SE Palmeiras            | 38  | 12 | 14 | 12 | 042:430 | −1    | 50     |
| 11. | CR Vasco da Gama (N)    | 38  | 11 | 16 | 11 | 043:450 | −2    | 49     |
| 12. | Ceará SC (N)            | 38  | 10 | 17 | 11 | 035:440 | −9    | 47     |
| 13. | Atlético Mineiro        | 28  | 13 | 6  | 9  | 052:640 | −12   | 45     |
| 14. | CR Flamengo (M)         | 38  | 9  | 17 | 12 | 041:440 | −3    | 44     |
| 15. | Avaí FC                 | 38  | 11 | 10 | 17 | 049:580 | −9    | 43     |
| 16. | Atlético Goianiense (N) | 38  | 11 | 9  | 18 | 051:570 | −6    | 42     |
| 17. | EC Vitória              | 38  | 9  | 15 | 14 | 042:480 | −6    | 42     |
| 18. | Guarani FC (N)          | 38  | 8  | 13 | 17 | 033:530 | −20   | 37     |
| 19. | Goiás EC                | 38  | 8  | 9  | 21 | 041:680 | −27   | 33     |
| 20. | Grêmio Barueri          | 38  | 7  | 10 | 21 | 039:640 | −25   | 31     |

| (M) | Meister des Vorjahres    |
| (N) | Aufsteiger des Vorjahres |

## Torschützenliste
| Pl. | Nat.      | Spieler         | Verein           | Tore    |
| --- | --------- | --------------- | ---------------- | ------- |
| 1   | Brasilien | Jonas           | Grêmio FBPA      | 23 Tore |
| 2   | Brasilien | Neymar          | Santos           | 17 Tore |
| 3   | Brasilien | Bruno César     | Corinthians      | 14 Tore |
| 4   | Brasilien | Elias           | Goianiense       | 12 Tore |
| 4   | Brasilien | Obina           | Atlético Mineiro | 12 Tore |
| 6   | Uruguay   | Sebastián Abreu | Botafogo         | 11 Tore |
| 6   | Brasilien | André Lima      | Grêmio FBPA      | 11 Tore |

## Die Meistermannschaft von Fluminense FC
| 3. | Fluminense FC |
|    | - Tor: Rafael (13 Spiele/kein Tor); Fernando Henrique (17/0); Ricardo Berna (9/0) - Abwehr: Juliano Belletti (9/0); André Luís (20/0); Marquinhos (3/0); Cássio (2/0); Mariano (34/3); Digão (4/0); Dieguinho (0/0); Leandro Euzébio (35/5); Carlinhos (27/3); Júlio César (24/1); Thiaguinho (7/0); Gum (34/4) - Mittelfeld: Deco (16/1); Diguinho (21/0); Edwin Valencia (17/0); Darío Conca (38/9); Marquinho (28/4); Fernando Bob (20/0); Diogo (25/0); Ezequiel González (2/0); Willians (2/0); Leandro Teixeira (0/0) - Angriff: Fred (14/5); Matheus Carvalho (0/0); André Lima (4/0); Emerson Sheikh (11/8); Alan (10/4); Wellington Silva (2/0); Washington (26/8); Tartá (6/2); Adeílson (0/0); Rodriguinho (28/5) |